# Pocol
Pocol (Pocòl in ladino) è una piccola località facente parte del comune di Cortina d'Ampezzo, in provincia di Belluno. L'altitudine media è di 1.527 m.

## Geografia fisica
Situata a sud-ovest del paese Cortina d'Ampezzo, lungo la SR 48 delle Dolomiti in direzione Falzarego, all'altezza del bivio dal quale si diparte la SP 638 del Passo Giau, la località di Pocol domina dall'alto dell'omonimo colle la sottostante Conca ampezzana, e dista 2,96 km dal centro del paese stesso.
Pocol è riconoscibile anche dal fondovalle per la presenza del ripetitore televisivo rosso e bianco, facilmente distinguibile sullo sfondo scuro dei boschi di aghifoglie.

## Monumenti e luoghi d'interesse

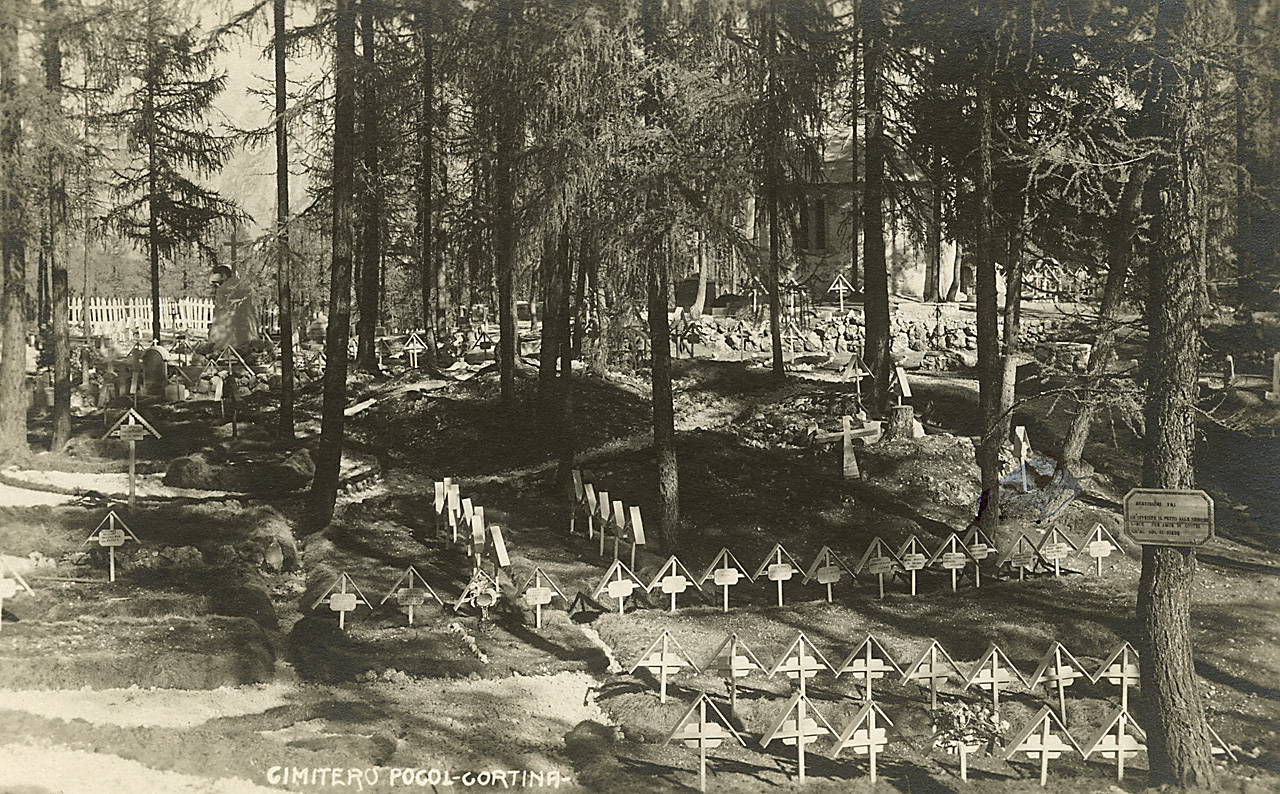
Sacrario militare in una foto d'epoca.

### Sacrario militare
Questa località isolata e silenziosa ospita uno dei luoghi più sacri e ricchi di carica emotiva dell'intera vallata: il Sacrario militare di Pocol (conosciuto anche come Ossario di Pocol), costruito durante il Ventennio, che ospita le spoglie di poco meno di diecimila soldati italiani e austro-ungarici, caduti sulle montagne circostanti durante la Grande Guerra (tra i caduti, ricordiamo le M.O. al valor militare gen. Antonio Cantore e ten. Francesco Barbieri).
E. Hemingway in un racconto scritto e pubblicato nel 1933 cita la località, osservando che «In montagna c’erano dei bellissimi cimiteri, la guerra in montagna è la più bella di tutte, e in uno di questi cimiteri, in un posto che si chiamava Pocol, seppellirono un generale che era stato colpito alla testa da un cecchino.»  Era appunto il generale Cantore.